# Jerčin
Jerčin je naselje v Občini Podčetrtek.
18. junija 2021 so prebivalci med pretresom o ilegalno odloženem blatu v Pivoli odkrili kup blata v obsegu 40 kubičnih metrov Na kraj najdbe sta bile napotene policija in enota MEEL Nacionalnega laboratorija za zdravje, okolje in hrano.